# ارتش‌های فرازمینی
ارتش‌های فرازمینی (انگلیسی: E.T. Armies) یک بازی ویدئویی در سبک تیراندازی اول‌شخص با تم علمی-تخیلی است که توسط استودیو راسپینا توسعه یافته و در سال ۱۳۹۴ برای مایکروسافت ویندوز منتشر شد. این بازی یکی از نخستین تلاش‌های جدی صنعت بازی‌سازی ایران در زمینهٔ تولید بازی‌های شوتر با کیفیت بالا محسوب می‌شود.

## داستان
داستان بازی در آینده‌ای دور روایت می‌شود که زمین با کمبود شدید منابع انرژی مواجه شده و جنگ‌های گسترده‌ای در پی آن رخ داده است. گروهی از انسان‌ها به سیارات دیگر مهاجرت می‌کنند، اما عده‌ای که در زمین باقی مانده‌اند و احساس خیانت می‌کنند، گروهی به نام «طردشدگان» را تشکیل می‌دهند و قصد انتقام از مهاجران را دارند. بازیکن در نقش شخصیتی به نام «آریا» قرار می‌گیرد که به همراه تیمی برای مقابله با تهدیدات به سیاره‌ای ناشناخته اعزام می‌شود.

## گیم‌پلی
بازی دارای گیم‌پلی کلاسیک شوتر اول‌شخص است و از عناصر بازی‌های مطرحی مانند Call of Duty و Crysis الهام گرفته است. بازیکن با استفاده از سلاح‌های متنوع و در محیط‌های علمی-تخیلی به مبارزه با دشمنان می‌پردازد. همچنین، بازی دارای سیستم ارتقاء سلاح‌ها و تجهیزات است.

## توسعه و انتشار
توسعهٔ بازی از دی‌ماه ۱۳۹۰ آغاز شد و حدود سه سال به طول انجامید. بازی با استفاده از موتور Unreal Development Kit ساخته شد و در سال ۱۳۹۴ منتشر گردید. ارتش‌های فرازمینی اولین بازی ایرانی بود که به رویداد E3 راه یافت و همچنین موفق به دریافت مجوز انتشار در پلتفرم استیم شد. این بازی در سال ۲۰۱۳ توسط کاربران وب‌سایت IndieDB به عنوان برترین بازی مستقل جهان انتخاب شد.

## نقد و بررسی
بازی نقدهای متفاوتی دریافت کرد. برخی از منتقدان از گرافیک و گیم‌پلی بازی تمجید کردند، اما داستان بازی مورد انتقاد قرار گرفت. به‌عنوان مثال، وب‌سایت زومجی اشاره کرد که حفره‌های داستانی در بازی وجود دارد و روایت آن نسبتاً نامفهوم است. همچنین، گیمفا نیز داستان بازی را ضعیف‌ترین بخش آن دانست.

## توسعه
مراحل تولید بازی «ارتش‌های فرازمینی» از دی ماه سال ۱۳۹۰ و با نسخهٔ رایگان موتور بازی سازی Unreal Engine 3 ملقب به "Unreal Development Kit" (مخفف:UDK) آغاز شد.

## مقالات مرتبط
- شب‌گرد: طلوع تاریکی
- فهرست بازی‌های ویدئویی ایرانی